# Callitris drummondii
Callitris drummondii är en cypressväxtart som först beskrevs av Filippo Parlatore, och fick sitt nu gällande namn av Ferdinand von Mueller. Callitris drummondii ingår i släktet Callitris och familjen cypressväxter. IUCN kategoriserar arten globalt som sårbar. Inga underarter finns listade i Catalogue of Life.